# Coprosma myrtifolia
Coprosma myrtifolia är en måreväxtart som beskrevs av Noronha. Coprosma myrtifolia ingår i släktet Coprosma och familjen måreväxter.
Artens utbredningsområde är Java. Inga underarter finns listade i Catalogue of Life.